# João Manuel do Couto Guimas
João Manuel do Couto Guimas (Famalicão, Guarda, 3 de junho de 1956) é um administrador prisional português, advogado, dirigente associativo e professor do ensino superior público, que foi subdiretor-geral dos Serviços Prisionais e membro do Conselho administração do Centro Protocolar da Justiça. Dirigiu os  estabelecimentos prisionais de Caxias, Linhó e Monsanto, sendo, desde 2016, diretor do de Sintra. Foi chefe do departamento de gestão e planeamento da polícia judiciária de Macau, território então ainda sob administração de Portugal, onde, na década de 1990, desempenhou outros cargos de relevo. Exerceu funções na Escola Superior de Comunicação Social e de assessoria jurídica no Instituto Nacional de Defesa do Consumidor, e no Instituto Superior de Economia e Gestão da Universidade Técnica de Lisboa, e participou em diversas reuniões internacionais, quer no quadro do Conselho da Europa, quer no contexto da reforma do sistema penitenciário dos países ibero-americanos.

Ao longo dos quarenta anos de carreira na Direção-Geral de Reinserção e Serviços Prisionais (1985 a 2025), contribuiu, com a sua atuação, de forma decisiva para a mudança de paradigma do sistema penitenciário e fins das penas de prevenção geral e retributivo (meramente punitivo) para um modelo assente nos objetivos da reinserção social do recluso e de prevenção especial do delinquente, fomentando o seu sentido de responsabilidade, minorando as possibilidades de reincidência e contribuindo para uma mais fácil e efetiva reintegração, pós-reclusão, na comunidade, meio social e mercado de trabalho, com base no desenvolvimento, valorização e capacitação de aptidões escolares, profissionais e sociais, na esteira do Código Penal (vigente a partir de 1982), do Código de processo penal (vigente a partir de 1988) e do Código da execução das penas e medidas privativas da liberdade de 2009 , bem como proporcionando melhores condições de saúde, higiene, convívio e alojamento no interior dos estabelecimentos prisionais portugueses.

## Biografia

### Formação académica e profissional
- Licenciatura em Direito, em 1984,[1][2][3]pela Universidade Livre de Lisboa;[4][5]
- concluiu, em 2009, o curso "FORGEP, Programa de Formação em Gestão Pública";[1][2][3]
- formação profissional e complementar em "Autoauditoria nos serviços públicos", "Estratégias de intervenção em situações de crise", "Técnicas de gestão de qualidade", "Liderança em ação", "Estatuto disciplinar da administração púbica", "Processo individual do recluso privatização e proteção de dados pessoais", "Intervenção técnica e cuidados de saúde em meio prisional";[1][2][3]
- participou em seminários e conferências, designadamente, no âmbito do programa comunitário Equal (financiado pelo Fundo Social Europeu - 2001 a 2009 - visou beneficiar prioritariamente as pessoas mais suscetíveis às principais formas de discriminação), “Rumos de Futuro – da prisão para a inclusão” (projetos de inserção social e profissional em contextos prisionais e empresariais) e projeto “Oportunidades”;[1][2][3]
- participou em seminários do projeto Prosalis , Centro europeu de investigação sobre condutas e instituições.[1][2][3]

### Carreira
- Advogado, de 1985 a novembro de 1994,[1][2][3] é titular da Cédula profissional n.º 6631L, do Conselho regional de Lisboa, da Ordem dos Advogados, presentemente (2025) “inativo”;[6]
- de abril de 1985 a 1988, técnico superior de 2.ª classe do Instituto de reinserção social no estabelecimento prisional de Alcoentre;[1][2][3]
- de 1988 a 1990, exerceu funções de assessoria jurídica no Instituto Nacional de Defesa do Consumidor, colocado no Gabinete jurídico da divisão de apoio ao consumidor;[1][2][3]
- de julho de 1990 a julho de 1991, exerceu funções de assessoria jurídica no Instituto Superior de Economia e Gestão da Universidade Técnica de Lisboa;[1][2][3][7]
- de julho de 1991 a novembro de 1993, exerceu funções de secretário, função equiparada a chefe de divisão, na Escola Superior de Comunicação Social do Instituto Politécnico de Lisboa;[1][2][3]
- no ano letivo de 1992/1993, professor na Escola Superior de Hotelaria e Turismo do Estoril;[1][2][3]
- em novembro de 1993, foi recrutado para o território de Macau, onde desempenhou funções como assessor jurídico, ao abrigo do n.º 1 do artigo 69.º do Estatuto Orgânico de Macau, foi vogal da Comissão para os descobrimentos em Macau, formador no curso de formação inicial do Corpo de guardas prisionais e membro do grupo de trabalho para a implementação da televisão por cabo em Macau.[1][2][3] Integrou e presidiu a júris de concursos para admissão de funcionários públicos;[8][9]
- em julho de 1995 foi designado Chefe do departamento de gestão e planeamento da polícia judiciária de Macau, território então ainda sob administração de Portugal;[9]
- no ano letivo de 1995/1996, professor na Escola da Polícia Judiciária de Macau;[1][2][3]
- em janeiro de 1998, é nomeado inspetor dos Serviços de auditoria e inspeção da Direção-Geral dos Serviços Prisionais;[1][2][3]
- em 1998 e 1999, exerceu funções de adjunto do diretor do Estabelecimento Prisional de Caxias;[1][2][3]

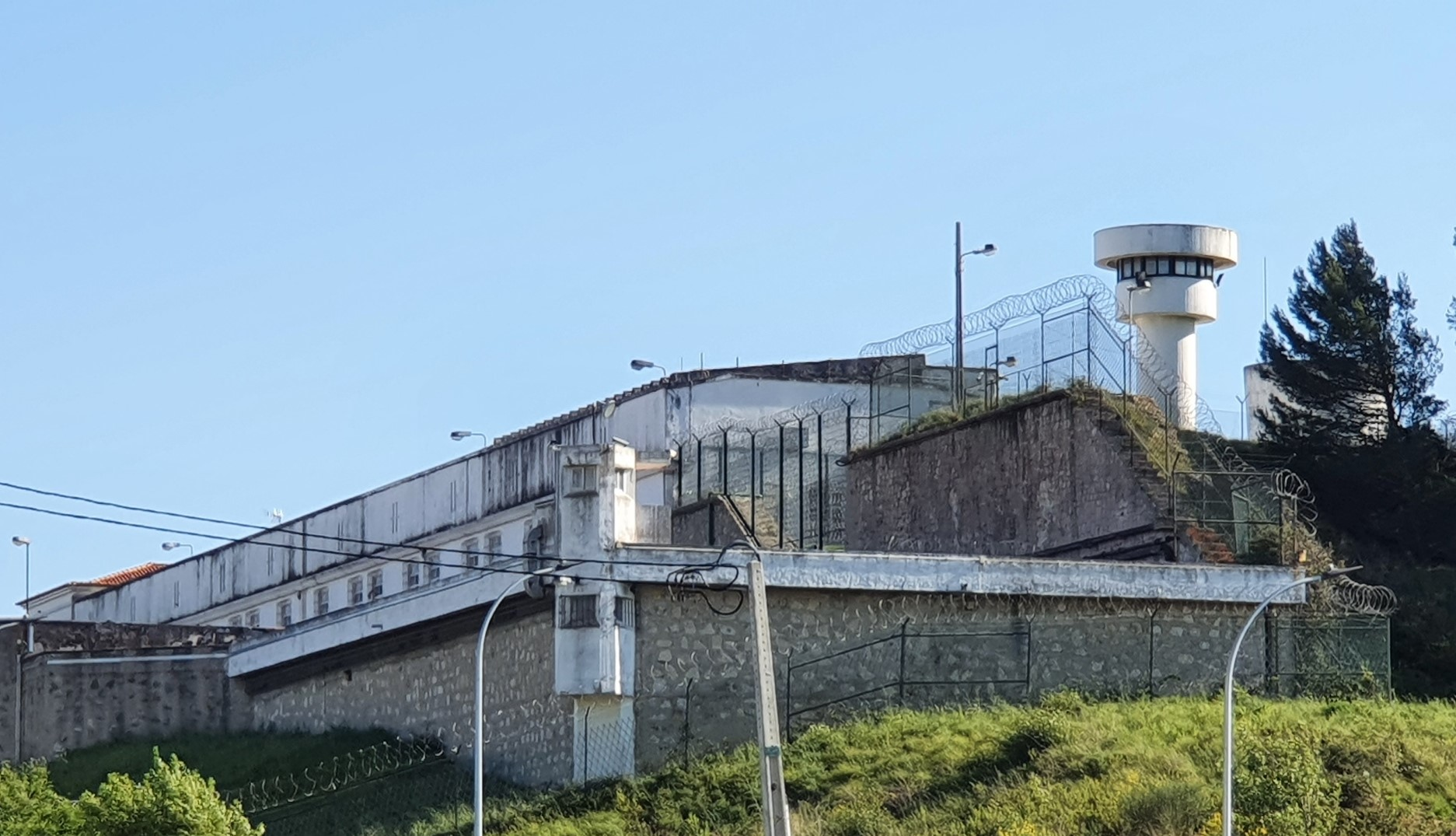
Estabelecimento prisional de Caxias

- de 2000 a 2006, diretor do Estabelecimento Prisional do Linhó;[1][2][3]
- de 2006 a 2008, subdiretor-geral dos serviços prisionais. No exercício dessas funções substituiu o diretor-geral em todas as suas ausências e impedimentos; participou no plano da reforma do parque penitenciário e definição do estabelecimento prisional tipo; representou a Direção-geral dos serviços prisionais em vários eventos públicos nacionais e internacionais; implementou o PIR (processo individual do recluso) e o "dossier Educação" em todos os estabelecimentos prisionais, efetuando reuniões de âmbito regional com os diretores dos estabelecimentos prisionais e pessoal técnico de educação; acompanhou o “Plano de erradicação do balde higiénico” nos estabelecimentos prisionais regionais, bem como por despachos do diretor-geral foram-lhe delegadas competências para coordenar e superintender as atividades das áreas de execução das medidas privativas de liberdade, da educação, da dinamização sócio cultural e desportiva, do ensino e formação profissional e apoio à reintegração social dos reclusos;[1][2][3][10]
- de 1 de janeiro de 2007 a 12 de fevereiro de 2008, membro do Conselho de administração do C.P.J. (Centro Protocolar da Justiça);[1][2][3]
- de 2008 a 2016, diretor do Estabelecimento prisional de segurança máxima de Monsanto.[1][2][3][11] No desempenho desse cargo, promoveu, entre 2007 e 2011, cursos de “Artes Criativas” e, a partir de 2011, o Atelier de desenho e pintura;[12]

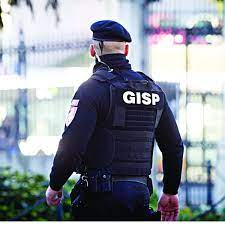
Elemento do GIPS (Grupo de Intervenção e Segurança Prisional), unidade de operações especiais, criada em 1996, responsável por “adotar ações preventivas ou repressivas antidistúrbio nos estabelecimentos prisionais, tomar medidas protetivas de escolta a reclusos perigosos ou de alto risco, efetuar remoções de reclusos, designadamente as de longa distância, e assegurar a condução das viaturas oficiais em que é transportada a direção superior.”[https://www.portugal.gov.pt/download-ficheiros/ficheiro.aspx?v=%3D%3DBQAAAB%2BLCAAAAAAABAAzNLIwNgYAD%2BaCYQUAAAA%3D

- em 1999/2000 e desde agosto de 2016, diretor do Estabelecimento prisional de Sintra (estabelecimento prisional de nível de segurança especial ou alta e grau de complexidade de gestão elevado);[11][13][14]

Aí integrou a equipa do projeto “Desenvolvimento de um sistema de gestão clínica para os estabelecimentos prisionais”, que, em 2021, foi candidato elegível, entre os vinte e dois selecionados, à 2.ª edição dos prémios SIIGeP (Sistema de Incentivos à Inovação na Gestão Pública), que «reconhecem as boas práticas de gestão na Administração Pública e dão visibilidade às iniciativas e projetos de qualidade que se desenvolvem nos serviços públicos. Estes prémios distinguem os bons projetos da Administração Pública, que nascem da vontade e da experiência dos dirigentes e dos trabalhadores. E é essa experiência diária e o conhecimento de quem todos os dias trabalha em prol do serviço público que permitem pensar “fora da caixa”, encontrar soluções alternativas e mais eficientes de chegar a melhores resultados.»

João Couto Guimas preocupado com o destino das quase seiscentas toneladas de resíduos orgânicos que a população do estabelecimento prisional de Sintra, de 650 reclusos e 180 funcionários, produz por ano e numa perspetiva de preservação ambiental, «desenvolvimento sustentável e economia circular», estabeleceu, em 2023, uma parceria com os Serviços municipalizados de água e saneamento de Sintra implementando um mecanismo de recolha, separação seletiva dos restos alimentares, seu encaminhamento e valorização destes biorresíduos, para a produção de composto para a agricultura e energia renovável, assim «alterando comportamentos e atitudes perante o desperdício alimentar e as questões ambientais, mostrando que os estabelecimentos prisionais podem ser um campo experimental para novas políticas públicas, onde é possível criar espaços de transformação e capacitação, tendo em vista a reinserção social e uma melhor cidadania.», citando as suas próprias palavras.

Foi no Estabelecimento prisional de Sintra, de que é diretor, que, a 5 de junho de 2025, ocorreu a cerimónia de entrega dos prémios da XIII edição do concurso literário «A Ética na Vida e no Desporto», que «é uma iniciativa essencial na promoção dos valores éticos, incentivando a reflexão e a escrita entre jovens estudantes e a população prisional. Ao valorizar temas como o respeito, a justiça e a inclusão, contribui para a formação de cidadãos mais conscientes e para a construção de uma sociedade mais ética através do desporto e da educação.» Este concurso, criado em 2012 , no âmbito do Plano Nacional de Ética no Desporto, é dirigido a estudantes do ensino secundário de escolas públicas, privadas e cooperativas, bem como, desde 2014, à população prisional e a jovens dos centros educativos, fruto de um protocolo entre o Instituto Português do Desporto e Juventude e a Direção-Geral de Reinserção e Serviços Prisionais.

Administrador prisional de 1.º grau da Direção-Geral de Reinserção e Serviços Prisionais, integrou o conselho de coordenadores de avaliação de desempenho dos funcionários da DGSP, na avaliação dos anos de 2004 e 2005, bem como fez parte do júri de concursos para recrutamento de pessoal dirigente, noutros serviços da Administração Pública, tendo ainda sido membro dos seguintes grupos de trabalho:
- do "Programa do estabelecimento prisional tipo";
- para estudo do “horário de trabalho do Corpo da guarda prisional”, cujo relatório final foi apresentado pela empresa BDO em 2005;
- para elaborar o “anteprojeto de regulamento geral dos estabelecimentos prisionais”, com início em 2004 e participação até 2007.

Representou a Direção-Geral de Reinserção e Serviços Prisionais em vários eventos e conferências, mormente, as organizadas pelo projeto Prosalis , Instituto Bissaya Barreto e Centro Europeu de Investigação sobre condutas e instituições.

## Atividade internacional
Participou nos seguintes eventos internacionais:
- em 2007, na 14.ª conferência dos diretores prisionais do Conselho da Europa, em Viena (Áustria);
- em julho de 2009, "na reunião do grupo de trabalho da reforma do sistema penitenciário dos países ibero-americanos", que decorreu em S. José da Costa Rica;
- em novembro de 2012, "na reunião do grupo de trabalho da reforma do sistema penitenciária dos países ibero-americanos" realizada em Cartagena das Índias, Colômbia;

## Atividade associativa e outras
- de 2000 a 2023, membro da direção da Associação dos diretores prisionais/Associação de diretores e adjuntos de estabelecimentos prisionais;[3][19][20]
- de 2011 a 2016, por eleição, membro do Conselho de disciplina da Federação Portuguesa de Futebol.[2][3]
- em 2013, por eleição, vogal da direção dos corpos sociais da Associação humanitária dos bombeiros voluntários de Cascais;[1][3]
- candidato ao Conselho de justiça da Federação portuguesa de Vela, nas eleições de 14 de outubro de 2021, para o mandato de 2021 a 2024;[21]

## Reconhecimento
Agraciado com a medalha de Mérito e dedicação pela Câmara municipal de Cascais em 2006:

"A distinção é o reconhecimento do Município pelo excelente trabalho desenvolvido por este profissional que desempenhou, durante cerca de seis anos, com competência e empenho, o cargo de Diretor do Estabelecimento Prisional do Linhó."